# Gouvernement Tusk II
Pour les articles homonymes, voir gouvernement Donald Tusk.
IIIe République de Pologne
Tusk I Kopacz
Le gouvernement Tusk II (en polonais : Drugi rząd Donalda Tuska) dirige la République de Pologne entre le 18 novembre 2011 et le 22 septembre 2014, durant la septième législature de la Diète et la huitième législature du Sénat.

## Historique du mandat
Dirigé par le président du Conseil des ministres libéral sortant Donald Tusk, ce gouvernement est constitué et soutenu par une coalition de centre droit entre la Plate-forme civique (PO) et le Parti paysan polonais (PSL). Ensemble, ils disposent de 235 députés sur 460, soit 51,1 % des sièges de la Diète, et de 65 sénateurs sur 100.
Il est formé à la suite des élections législatives du 9 octobre 2011. Il succède ainsi au gouvernement Tusk I, constitué et soutenu par une coalition identique.

### Formation
Au cours de ce scrutin, la PO confirme son statut de première force politique de Pologne avec 39,2 % des suffrages exprimés et devient le premier parti à arriver en tête et à remporter plus de 200 députés deux fois de suite, tandis que le PSL totalise 8,4 %. Pour la première fois depuis 1989, une majorité sortante est reconduite par les électeurs.
Le 8 novembre, Tusk remet sa démission au président de la République Bronisław Komorowski, qui le charge aussitôt de former un nouveau cabinet.
La liste des ministres est officiellement présentée le 17 novembre et le gouvernement est immédiatement assermenté. Bien que le président du Conseil des ministres ait annoncé ne pas vouloir de « changements révolutionnaires », l'exécutif compte dix nouveaux ministres sur dix-neuf, dont Jarosław Gowin au ministère de la Justice, Jacek Cichocki au ministère de l'Intérieur, et Michał Boni au nouveau ministère de l'Administration et du Numérique. En revanche, les ministres des Affaires étrangères, des Finances, de l'Économie, de la Défense et du Développement régional sont maintenus. Lors du vote de confiance organisé le lendemain, le gouvernement reçoit l'investiture de la Diète par 234 voix pour et 211 voix contre.
Un ajustement ministériel est réalisé le 25 février 2013, qui voit le ministre des Finances Jacek Rostowski promu vice-président du Conseil. À peine neuf mois plus tard, le 27 novembre, un remaniement plus large est organisé. Il voit le départ de Rostowski, à son poste depuis sept ans, et la promotion d'Elżbieta Bieńkowska aux fonctions de vice-présidente du Conseil et ministre des Infrastructures et du Développement, et concerne des ministères plus secondaires.

### Succession
Choisi comme futur président du Conseil européen, Donald Tusk remet sa démission le 9 septembre 2014 au chef de l'État. Le 12 septembre, Komorowski charge la présidente de la Diète Ewa Kopacz, proposée par la PO et appuyée par le PSL, de former le nouveau cabinet. Le gouvernement Kopacz est présenté et assermenté le 22 septembre.

## Composition

### Initiale (18 novembre 2011)
- Les nouveaux membres sont indiqués en gras, ceux ayant changé d'attribution en italique.

| Poste | Titulaire | Titulaire                                                                          | Parti |
| --- | --------- | ---------------------------------------------------------------------------------- | ----- |
| Président du conseil des ministres |           | Donald Tusk                                                                        | PO    |
| Vice-président du Conseil des ministres Ministre de l'Économie                                                                             |           | Waldemar Pawlak (jusqu'au 27/11/2012) Janusz Piechociński (à partir du 06/12/2012) | PSL   |
| Ministre de la Santé |           | Bartosz Arłukowicz                                                                 | PO    |
| Ministre du Développement régional |           | Elżbieta Bieńkowska                                                                | PO    |
| Ministre de l'Administration et du Numérique                                                                                               |           | Michał Boni                                                                        | Aucun |
| Ministre du Trésor d'État |           | Mikołaj Budzanowski                                                                | Aucun |
| Ministre de l'Intérieur |           | Jacek Cichocki                                                                     | Aucun |
| Ministre de la Justice |           | Jarosław Gowin                                                                     | PO    |
| Ministre de l'Environnement |           | Marcin Korolec                                                                     | Aucun |
| Ministre du Travail et de la Politique sociale                                                                                             |           | Władysław Kosiniak-Kamysz                                                          | PSL   |
| Ministre de la Science et de l'Enseignement supérieur                                                                                      |           | Barbara Kudrycka                                                                   | PO    |
| Ministre des Sports et du Tourisme |           | Joanna Mucha                                                                       | PO    |
| Ministre des Transports, des Travaux publics et de l'Économie maritime                                                                     |           | Sławomir Nowak                                                                     | PO    |
| Ministre des Finances |           | Jacek Rostowski                                                                    | PO    |
| Ministre de l'Agriculture et du Développement rural                                                                                        |           | Marek Sawicki (jusqu'au 26/07/2012) Stanisław Kalemba (à partir du 31/07/2012)     | PSL   |
| Ministre de la Défense nationale |           | Tomasz Siemoniak                                                                   | PO    |
| Ministre des Affaires étrangères |           | Radosław Sikorski                                                                  | PO    |
| Ministre de l'Éducation nationale |           | Krystyna Szumilas                                                                  | PO    |
| Ministre de la Culture et du Patrimoine national                                                                                           |           | Bogdan Zdrojewski                                                                  | PO    |
| Ministre sans portefeuille Chef de la chancellerie de la présidence du conseil des ministres Président du comité permanent du gouvernement |           | Tomasz Arabski                                                                     | Aucun |

### Remaniement du 25 février 2013
- Les nouveaux membres sont indiqués en gras, ceux ayant changé d'attribution en italique.

| Poste | Titulaire | Titulaire                                                                     | Parti |
| --- | --------- | ----------------------------------------------------------------------------- | ----- |
| Président du conseil des ministres |           | Donald Tusk                                                                   | PO    |
| Vice-président du conseil des ministres Ministre des Finances                                                                              |           | Jacek Rostowski                                                               | PO    |
| Vice-président du conseil des ministres Ministre de l'Économie                                                                             |           | Janusz Piechociński                                                           | PSL   |
| Ministre de la Santé |           | Bartosz Arłukowicz                                                            | PO    |
| Ministre du Développement régional |           | Elżbieta Bieńkowska                                                           | PO    |
| Ministre de l'Administration et du Numérique                                                                                               |           | Michał Boni                                                                   | Aucun |
| Ministre du Trésor d'État |           | Mikołaj Budzanowski (jusqu'au 24/04/2013)                                     | Aucun |
| Ministre du Trésor d'État |           | Włodzimierz Karpiński                                                         | PO    |
| Ministre de l'Intérieur |           | Bartłomiej Sienkiewicz                                                        | Aucun |
| Ministre de la Justice |           | Jarosław Gowin (jusqu'au 30/04/2013) Marek Biernacki (à partir du 06/05/2013) | PO    |
| Ministre de l'Environnement |           | Marcin Korolec                                                                | Aucun |
| Ministre du Travail et de la Politique sociale                                                                                             |           | Władysław Kosiniak-Kamysz                                                     | PSL   |
| Ministre de la Science et de l'Enseignement supérieur                                                                                      |           | Barbara Kudrycka                                                              | PO    |
| Ministre des Sports et du Tourisme |           | Joanna Mucha                                                                  | PO    |
| Ministre des Transports, des Travaux publics et de l'Économie maritime                                                                     |           | Sławomir Nowak (jusqu'au 15/11/2013)                                          | PO    |
| Ministre de l'Agriculture et du Développement rural                                                                                        |           | Stanisław Kalemba                                                             | PSL   |
| Ministre de la Défense nationale |           | Tomasz Siemoniak                                                              | PO    |
| Ministre des Affaires étrangères |           | Radosław Sikorski                                                             | PO    |
| Ministre de l'Éducation nationale |           | Krystyna Szumilas                                                             | PO    |
| Ministre de la Culture et du Patrimoine national                                                                                           |           | Bogdan Zdrojewski                                                             | PO    |
| Ministre sans portefeuille Chef de la chancellerie de la présidence du conseil des ministres Président du comité permanent du gouvernement |           | Jacek Cichocki                                                                | Aucun |

### Remaniement du 27 novembre 2013
- Les nouveaux membres sont indiqués en gras, ceux ayant changé d'attribution en italique.

| Poste | Titulaire | Titulaire                               | Parti |
| --- | --------- | --------------------------------------- | ----- |
| Président du conseil des ministres |           | Donald Tusk                             | PO    |
| Vice-président du conseil des ministres Ministre des Infrastructures et du Développement                                                   |           | Elżbieta Bieńkowska                     | PO    |
| Vice-président du conseil des ministres Ministre de l'Économie                                                                             |           | Janusz Piechociński                     | PSL   |
| Ministre de la Santé |           | Bartosz Arłukowicz                      | PO    |
| Ministre de l'Administration et du Numérique                                                                                               |           | Rafał Trzaskowski                       | PO    |
| Ministre du Trésor d'État |           | Włodzimierz Karpiński                   | PO    |
| Ministre de l'Intérieur |           | Bartłomiej Sienkiewicz                  | Aucun |
| Ministre de la Justice |           | Marek Biernacki                         | PO    |
| Ministre de l'Environnement |           | Maciej Grabowski                        | Aucun |
| Ministre du Travail et de la Politique sociale                                                                                             |           | Władysław Kosiniak-Kamysz               | PSL   |
| Ministre de la Science et de l'Enseignement supérieur                                                                                      |           | Lena Kolarska-Bobińska                  | PO    |
| Ministre des Sports et du Tourisme |           | Andrzej Biernat                         | PO    |
| Ministre de l'Agriculture et du Développement rural                                                                                        |           | Stanisław Kalemba                       | PSL   |
| Ministre de la Défense nationale |           | Tomasz Siemoniak                        | PO    |
| Ministre des Affaires étrangères |           | Radosław Sikorski                       | PO    |
| Ministre des Finances |           | Mateusz Szczurek                        | Aucun |
| Ministre de l'Éducation nationale |           | Joanna Kluzik-Rostkowska                | Aucun |
| Ministre de la Culture et du Patrimoine national                                                                                           |           | Bogdan Zdrojewski (jusqu'au 17/06/2014) | PO    |
| Ministre de la Culture et du Patrimoine national                                                                                           |           | Małgorzata Omilanowska                  | Aucun |
| Ministre sans portefeuille Chef de la chancellerie de la présidence du conseil des ministres Président du comité permanent du gouvernement |           | Jacek Cichocki                          | Aucun |